# Coordinadora Regional de Autoridades Comunitarias-Policía Comunitaria
La Coordinadora Regional de Autoridades Comunitarias-Policía Comunitaria/Pueblos Fundadores, (acortado comúnmente como CRAC-PC) es una organización de autodefensa parapolicial surgida en 1995, en respuesta a la necesidad de atender delitos que atentaban contra su integridad , formas de vida y subsistencia, y su integridad. Cabe destacar que la función de este órgano de seguridad tiene tareas de procuración y administración de justicia, así como procesos de reconciliación y resolución de conflictos dentro de las comunidades Na´ Savi, Me’Phaa y Nahuas.
Esta organización ganó notoriedad cuando la guerra contra el narcotráfico se recrudeció en las regiones de La Montaña en Guerrero.

## Historia
El 14 de octubre de 1995, el sacerdote Mario Campos Hernández, funda la Policía Comunitaria en el de municipio de Tlapa de Comonfort, esto por la falta de seguridad en la región, la profunda injusticia social, abusos y la continua omisión de las autoridades en sus necesidades. Si bien el CRAC-PF colaboraba con el ministerio público en un principio, la necesidad insatisfecha de justicia generó una visión más autónoma, logrando integrar también un sistema de justicia comunitaria.
En 1998 la Coordinadora Regional de Autoridades Comunitarias (CRAC) contando con las funciones la procuración y administración de justicia junto con la PC, desde esta lógica se encarga de los procesos de reeducación, e integra los valores comunitarios que buscan generar auténticos procesos de reintegración a la par que se cumple la medida de sanción. Históricamente esta es una de las regiones más abandonadas. Actualmente la CRAC-PF está presente en 215 comunidades esparcidas en 29 municipios Según las autoridades locales este tipo de organización es más efectiva que depender de las autoridades.

## Guerra contra el narcotráfico
A raíz del inicio de la guerra contra el narcotráfico lanzada por Felipe Calderón Hinojosa, las comunidades sufrieron el aumento de hechos violentos, incluyendo homicidios. En esta nueva etapa, la CRAC-PF menciona que la militarización del país, realmente no ayudaba a la solución del conflicto, y que realmente era un pretexto para perseguir a los pueblos indígenas. Hasta la actualidad, la CRAC-PC sigue viendo con desconfianza los programas e iniciativas lanzadas por el gobierno federal o estatal cuando estas entran a territorios con influencia de la CRAC-PC.
Uno de los episodios más violentos en la región fue la Masacre de Chilapa, donde 10 músicos murieron acribillados, ante este atentado la (CRAC-PF) le solicitó a las autoridades municipales, estatales y federales 29 demandas, entre las cuales está desmantelar a los grupos delictivos, instalar filtros militares y la detención de los responsables de la masacre, que les adjudican al grupo Los Ardillos, pues han atacado a la comunidad otras veces y han asesinado a 28 personas en un año. Este aumento a la violencia contr a los guardias comunitarios, no es nueva, ya que en 2019, cerca de 19 policías comunitarios fueron asesinados (entre los que se encuentran tanto miembros del CRAC-PC,así como sus esciciones).
Mientras tanto en el municipio de Chilapa de Álvarez, un grupo de niños se ha unido a la defensa de la comunidad y tomaron las armas. El 22 de enero, un grupo de cinco niños de entre 12 y 15 años se unió a las filas de la CRAC-PF. 18 niños se unieron a las filas de otras 200 policías comunitarias. Uno de los niños, Emiliano, señaló: "Tengo miedo de morir en un enfrentamiento, pero tenía más miedo antes de ir a la escuela y que me hicieran algo."